# Jalîborî, Halîci
Jalîborî (în ucraineană Жалибори) este o comună în raionul Halîci, regiunea Ivano-Frankivsk, Ucraina, formată numai din satul de reședință.

## Demografie
Componența lingvistică a comunei Jalîborî
     Ucraineană (100%)
Conform recensământului din 2001, toată populația comunei Jalîborî era vorbitoare de ucraineană (100%).